# Daeseong-dong

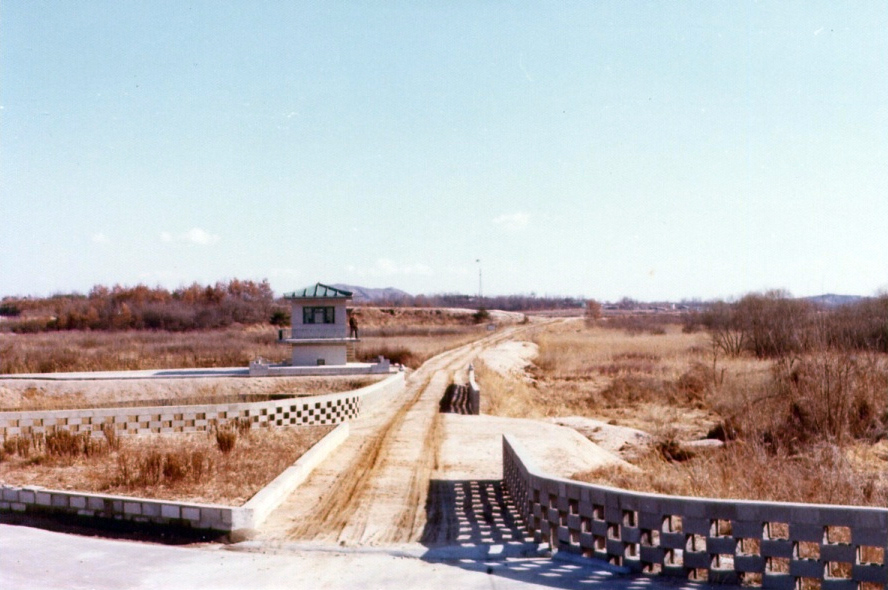
Blick von Panmunjeom auf den Flaggenmast von Daeseong-dong

Daeseong-dong ist ein südkoreanisches Dorf nahe Panmunjeom in der Provinz Gyeonggi-do. Es ist eines von lediglich zwei Dörfern in der demilitarisierten Zone der Koreanischen Halbinsel (DMZ).

## Besonderer Status
Daeseong-dong trägt den propagandistischen Beinamen „Freiheitsdorf“. Weniger als zwei Kilometer entfernt liegt Kijŏng-dong, das von Seiten Nordkoreas als „Friedensdorf“ bezeichnet, in Südkorea hingegen mit „Propagandadorf“ betitelt wird. Beide Siedlungen trennen unter anderem Minenfelder.
Aufgrund ihrer exponierten und besonderen Lage innerhalb der DMZ stehen beide Dörfer unter ständiger Überwachung insbesondere durch die verfeindeten koreanischen Staaten und jeweils unter dem Protektorat der Koreanischen Volksarmee auf der einen bzw. der United States Forces Korea (als Vertreter der Vereinten Nationen) auf der anderen Seite und sind sowohl Ziel als auch Quelle gegenseitiger Agitation. Ferner gilt eine nächtliche Ausgangssperre.

## Einwohner
Die Bevölkerung Daeseong-dongs besteht überwiegend aus Bauern, die dort bei Unterzeichnung des Waffenstillstandsabkommens 1953 bereits Land- bzw. Gebäudeeigentümer waren sowie deren direkten Nachfahren. 1998 zählte das Dorf 237 Einwohner, 2010 waren es noch 210. Unter Berücksichtigung ihrer erschwerten Lebensumstände sind die Einwohner des Dorfes nicht steuerpflichtig, bekommen höhere Erlöse bei der Vermarktung ihrer landwirtschaftlichen Produkte zugesprochen und sind zudem von der Wehrpflicht befreit.

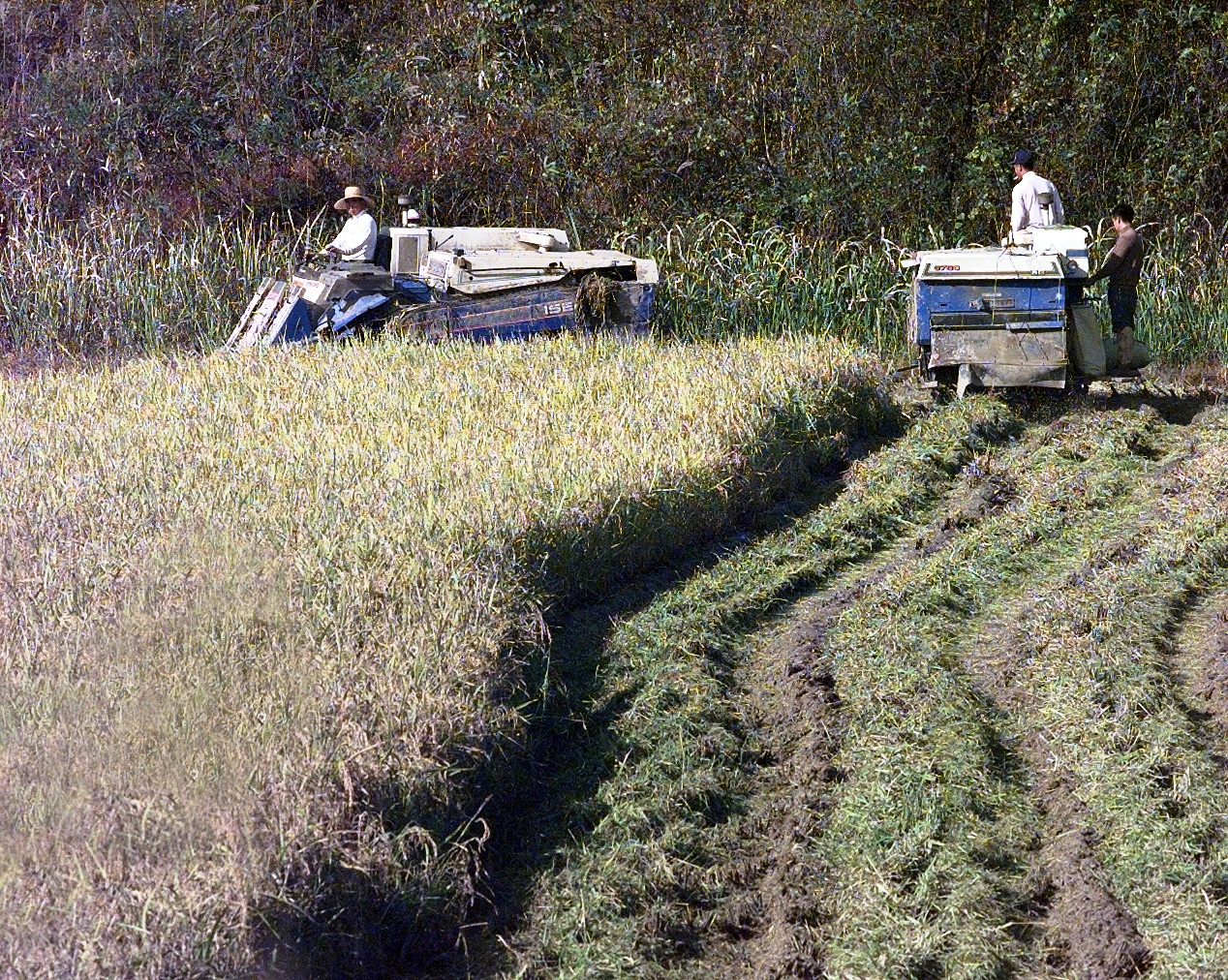
Reisbauern bei der Ernte
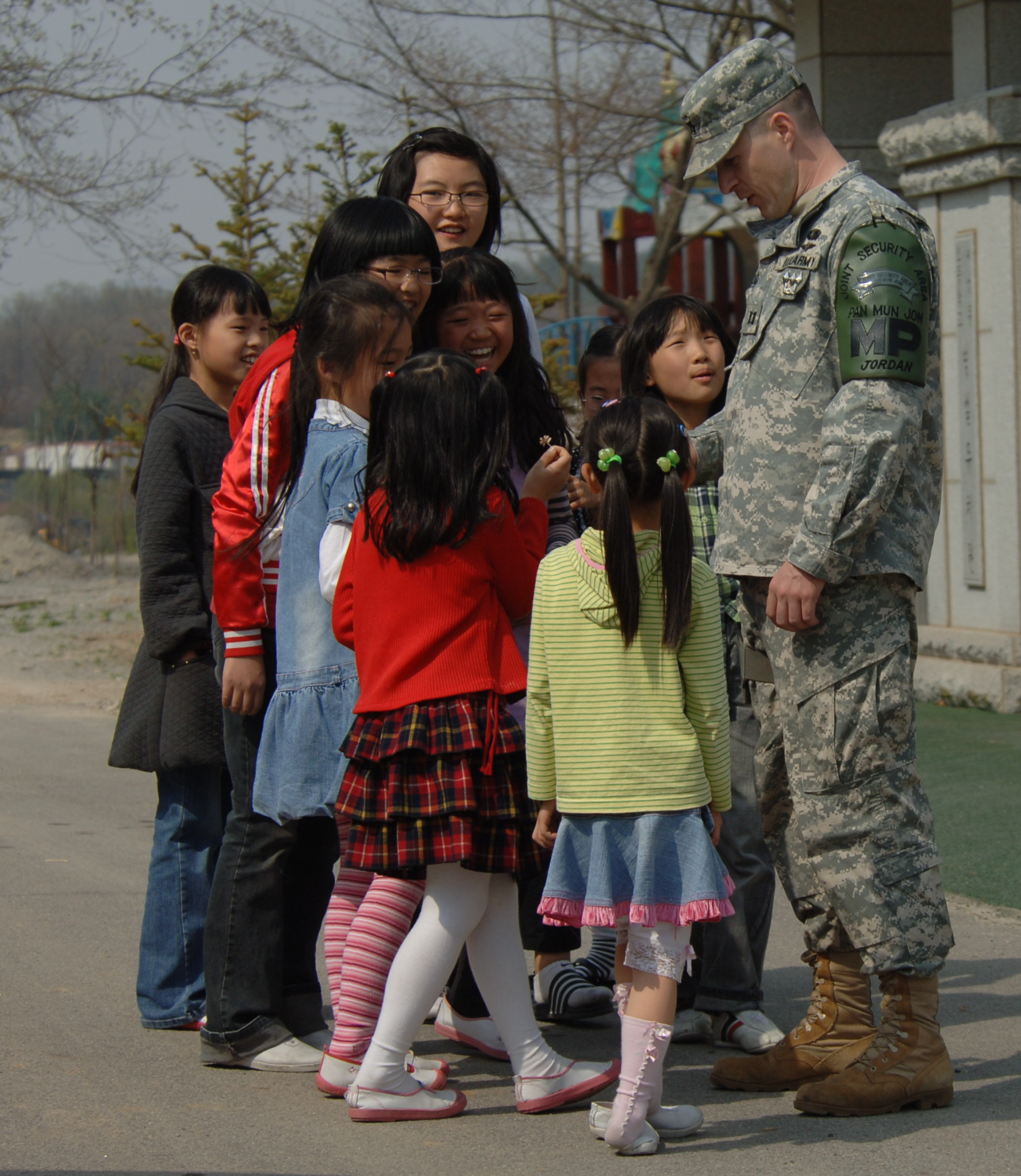
Grundschüler mit US-Soldat
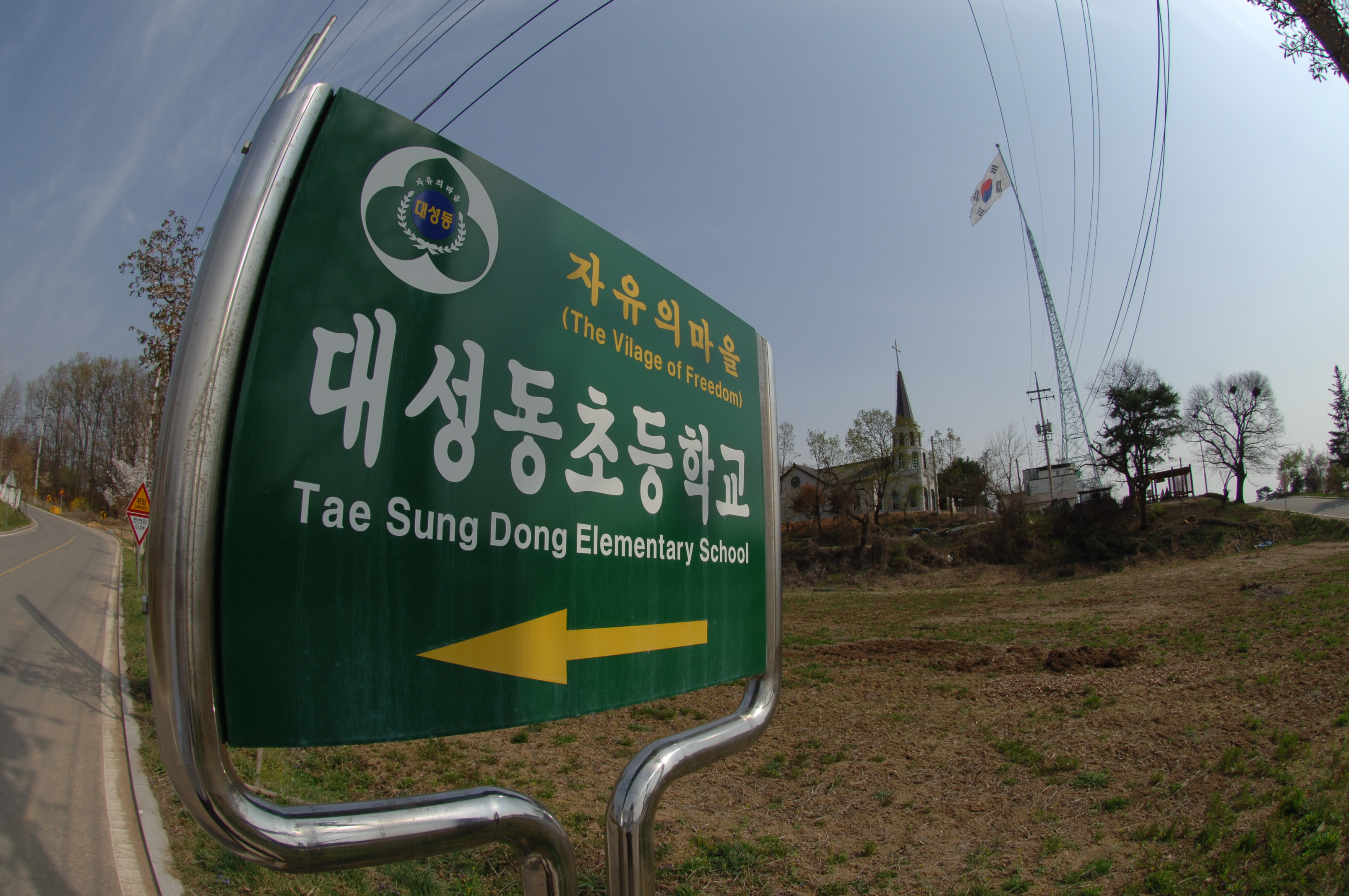
Wegweiser zur Grundschule

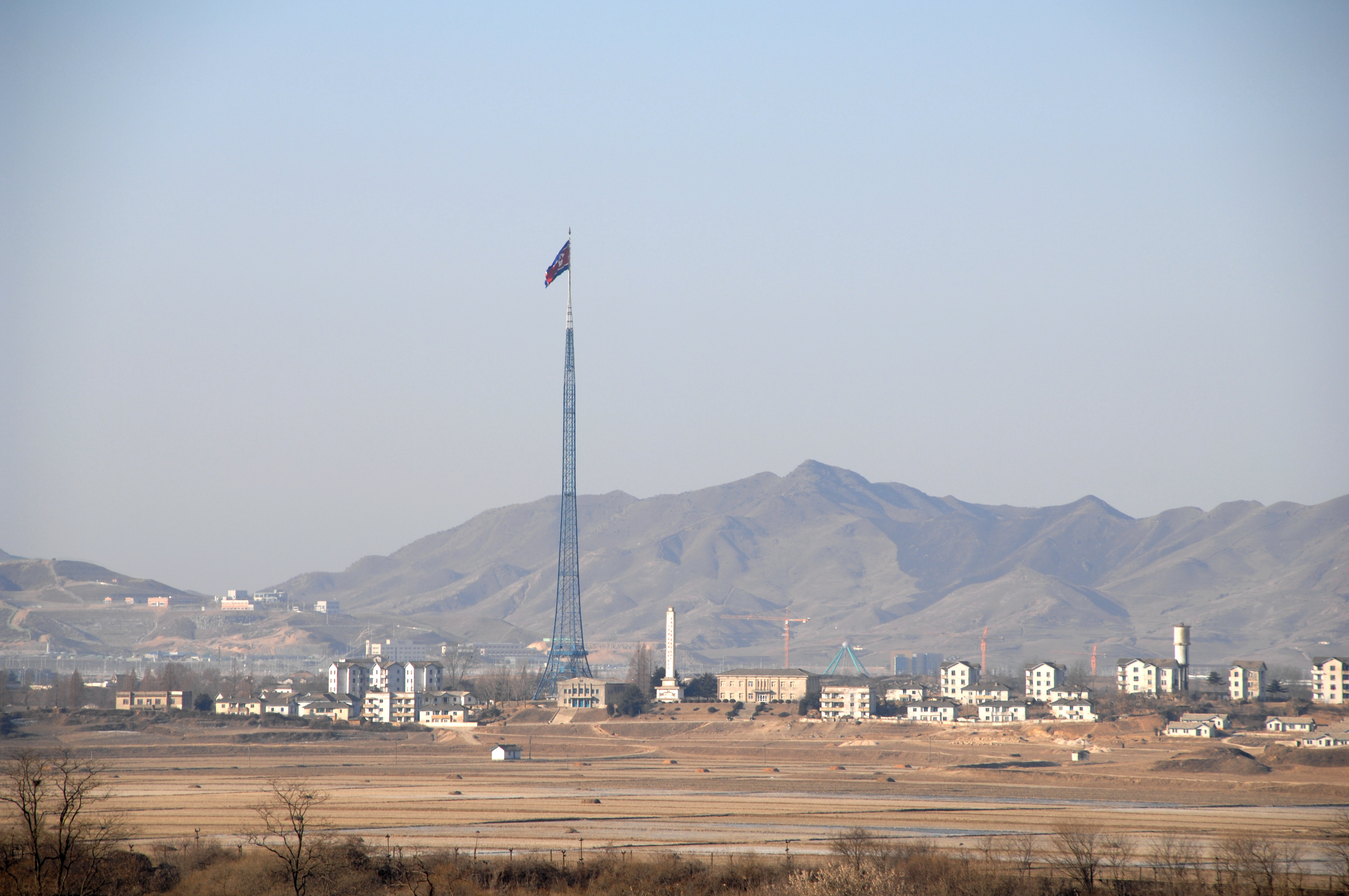
Blick auf das benachbarte Kijŏng-dong

## Sehenswürdigkeiten
Daeseong-dong zeichnet ein Fachwerk-Turm mit einer Höhe von ca. 100 Metern aus. Dieser dient als Fahnenmast und trägt auf seiner Spitze eine fast 140 Kilogramm schwere Flagge Südkoreas. Mit seinem Bau wurde auf ein zuvor in Kijŏng-dong errichtetes nordkoreanisches Pendant reagiert. Als Reaktion erhöhte Nordkorea den Mast in Kijŏng-dong auf 160 Meter.